# Académie de la Val d'Isère
L'Académie de la Val d'Isère (ADVI) est la société savante de la province Tarentaise, en Savoie, dont le siège se situe à Moûtiers. Elle a été fondée le 29 janvier 1865.

## Histoire
L'Académie de la Val d'Isère est fondée le 29 janvier 1865, parmi ses fondateurs : l'archevêque André Charvaz , l'abbé Martinet ou encore le comte Amédée Greyfié de Bellecombe. L'Académie définit son champ d'activités dans l'article 1 de ses statuts :

« [...] l'étude des questions historiques, archéologiques et scientifiques. Ses travaux ont notamment pour objet de faire mieux connaître le territoire compris dans les limites de l'ancienne Métropole de Tarentaise, formant aujourd'hui les arrondissements d'Albertville et de Moûtiers »

— Statuts, article 1.
Elle est reconnue comme « établissement d'utilité publique » par décret, le 21 mai 1877.
Elle est membre de l'Union des sociétés savantes de Savoie, fondée en 1970.
L'Académie de la Val d'Isère occupe le Centre culturel Marius Hudry à Moûtiers. Elle a installé ses collections (objets de la période de l'âge du bronze, de l'Antiquité, enluminures du Moyen Âge...) au sein de son Musée et met à la disposition de tous les ouvrages de sa bibliothèque (livres anciens, histoire des anciens états de Savoie, brochures et revues).

## Publications
- Mémoires et documents de l'Académie de la Val d'Isère (depuis 1866)

Plusieurs Recueils, de la section des Mémoires, sont disponibles sur Gallica, la bibliothèque numérique de la Bibliothèque nationale de France : gallica.bnf.fr

## Devise et emblème
L'Académie de la Val d'Isère est placée sous le patronage de Saint François de Sales avec pour devise "Deus et patria".

## Membres de l'Académie

### Secrétaire perpétuel
| Secrétaire perpétuel | Nom                                  | Éléments biographiques |
| -------------------- | ------------------------------------ | --- |
| 1998 -               | Christian Mermet                     | |
|                      |                                      | |
| 1945 — ....          | Abbé Marius Hudry (1915-1994)        | Prêtre, enseignant, devient en 1964 président de la société des Amis du Vieux Conflans (1964) et élu à l'Académie des sciences, belles-lettres et arts de Savoie, avec pour titre académique Effectif (titulaire). |
|                      |                                      | |
| 1938/39 — 1940       | Louis Dimier (1865-1943)             | Critique d'art, écrivain, historien et militant monarchiste de l’Action française. |
| 1918 — 1938/39       | Joseph-Marie Emprin (1865-1939).     | Prêtre (1893), historien local,. Marius Hudry l'a qualifié de « Pic de la Mirandole de Tarentaise » en 1965. |
|                      |                                      | |
| 1879 — 1889          | Joseph-Émile Borrel (1846-1924)      | Secrétaire perpétuel, puis résident de la Val d'Isère (1889-1906). Prête, historien local. Professeur puis Vicaire général de Tarrentaise (1896-1924),. Élu le 19 février 1891 à l'Académie des sciences, belles-lettres et arts de Savoie, avec pour titre académique correspondant.                                                    |
| .... — 1883 (?)      | Joseph-François Alliaudi (1813-1883) | Membre fondateur. Prêtre catholique (1836), professeur de philosophie au collège de Moûtiers, supérieur du collège d'Albertville (1850-1854), de Moûtiers (1860-1868). Fondateur journal L'Écho des Alpes. Élu le 13 juillet 1865 à l'Académie des sciences, belles-lettres et arts de Savoie, avec pour titre académique correspondant. |

### Personnalités
- Étienne-Louis Borrel (1822-1906), architecte et vice-président de l'Académie[13] ;
- Chanoine Joseph Garin (1876-1947)[14]